# Star Wars: Battlefront II (gra komputerowa 2005)
Star Wars: Battlefront II – gra komputerowa będącą połączeniem dwóch gatunków – strzelanki pierwszoosobowej i trzecioosobowej, wydana 31 października 2005 przez LucasArts. Gra jest dostępna w wersjach na PlayStation 2, PlayStation Portable, Xboksa i system Windows.
Pośród zmian wprowadzonych w stosunku do części pierwszej Star Wars: Battlefront w Battlefront II dodano grywalne postacie Jedi i Sithów, tryb walki w kosmosie oraz tryb fabularny, a żołnierzom-klonom zmieniono pancerze na takie jak widać w Zemście Sithów, stare są używane przez nich jedynie na pierwszej mapie – Geonosis. Data wydania była powiązana z wydaniem Zemsty Sithów na DVD.

## Fabuła
Battlefront II uzupełniono o tryb fabularny bazujący na wydarzeniach wojny klonów i późniejszych. Głównym bohaterem są klony Legionu 501 jednostki ewoluującej podczas kampanii w Imperialnych szturmowców. Historia obejmuje ponad 16 nowych lokacji, wiele z nich pochodzi Zemsty Sithów, wliczając w to wulkaniczną planetę Mustafar, czy też bitwę kosmiczną nad Coruscant. Wiele map pochodzących z oryginalnego Battlefronta zostało przerobionych jak bitwa w Theed na Naboo, lecz z niektórych zrezygnowano, wprowadzając zasadę jednej mapy dla planety. Kilka nowych plansz pochodzi również z oryginalnej trylogii np. abordaż Tantive IV statku Leii, będący jedną z pierwszych scen Nowej nadziei.

## Rozgrywka
Jedną z różnic pomiędzy drugim Battlefrontem a częścią pierwszą jest tryb Galactic Conquest, polegający na zajęciu wszystkich planet znajdujących się na strategicznej mapie galaktyki. W tym trybie dostępne są bonusy do wykupu za kredyty uzyskane podczas toczonych potyczek. Grę rozpoczynamy jedynie z podstawową jednostką piechoty oraz pilotem dla potyczek w kosmosie, pozostałe klasy jednostek możemy wykupić za kredyty. Ciężka piechota, snajper, oraz inżynier kosztują 1000 kredytów, Dowódca oraz jednostka specjalna 1800 kredytów, a Marines 800 kredytów. Można również dokupić dodatkową flotę lub nową w miejsce zniszczonej przez przeciwnika.

### Tryb walki w kosmosie
Gra zawiera rozbudowany tryb walki w kosmosie. Można tu wybrać walkę między imperium i rebeliantami lub między republiką i droidami. Można walczyć nad takimi planetami jak: Tatooine, Felucia, Yavin 4, Mygeeto. Jest wiele możliwości walki takich jak: niszczenie wrogich myśliwców i fregat, bombardowanie różnych urządzeń na niszczycielach a, nawet można wlecieć na statek wroga, wysiąść i niszczyć go od wewnątrz.